# Phaonia fimbripeda
Phaonia fimbripeda är en tvåvingeart som beskrevs av Yang, Xue och Li 2002. Phaonia fimbripeda ingår i släktet Phaonia och familjen husflugor.
Artens utbredningsområde är Yunnan (Kina). Inga underarter finns listade i Catalogue of Life.